# Otto Duvigneau

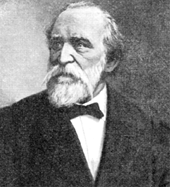
Johann Joseph Otto Duvigneau

1890

Johann Joseph Otto Duvigneau (* 7. Juli 1828 in Magdeburg; † 7. September 1899 ebenda) war ein Magdeburger Kommunalpolitiker und Ehrenbürger.

## Leben
Duvigneau war das dritte Kind einer Magdeburger Kaufmannsfamilie. Seine Kindheit verbrachte er in Genthin. 1836 kam er nach Magdeburg zurück und besuchte bis 1844 die Grund- und Handelsschule. Seine Lehrzeit absolvierte er in der Firma Burchardt & Schulze (Breiter Weg).
1848 gehörte er zu den Mitbegründern des Magdeburger Kaufmännischen Vereins. Nach dem Militärdienst (1848/1849), den er als Reserveoffizier verließ, übernahm er von 1849 bis 1855 die Vertretung eines Bremer Drogengeschäfts. 1853 trat Duvigneau in das Unternehmen seines Vaters Duvigneau & Wellenberg, Ofen- und Thonwarenfabrik ein. Er wurde später alleiniger Geschäftsführer des Unternehmens, welches mit der Herstellung von Majolika-Öfen internationale Auszeichnungen erlangte. Er war auf der Weltausstellung in Chicago Preisrichter für Keramik.
1863 wurde Duvigneau Stadtverordneter in Magdeburg und war von 1884 an unbesoldeter Stadtrat. 1866 gründete er den National-Liberalen-Verein zu Magdeburg. Zwischen 1887 und 1890 gehörte er, als Mitglied der Nationalliberalen Partei, dem Reichstag an. Thematisch engagierte er sich für die gesetzliche Alters- und Invalidenversicherung. Im gleichen Zeitraum war er auch der Vorsitzende des Provinzialausschusses seiner Partei in der Provinz Sachsen und gehörte zum Zentralvorstand der Partei im Deutschen Reich. 1890 wurde zum Ehrenvorsitzenden der Partei in Magdeburg.
Seit 1857 gehörte er der Magdeburger Freimaurerloge Ferdinand zur Glückseligkeit an. 1898 wurde er Meister vom Stuhl dieser Loge. Duvigneau war Mitglied der Wallonisch-Reformierten Gemeinde und wurde 1860 Presbyter. Bis zu seinem Tode war er Patronatsvertreter der Gemeinde. 1869 gehörte Duvigneau, der sich auch für die Gründung eines städtischen Museums einsetzte, zu den Mitbegründern des Magdeburger Kunstgewerbevereins. Von 1874 bis 1894 war er dessen Vorsitzender.

## Ehrungen

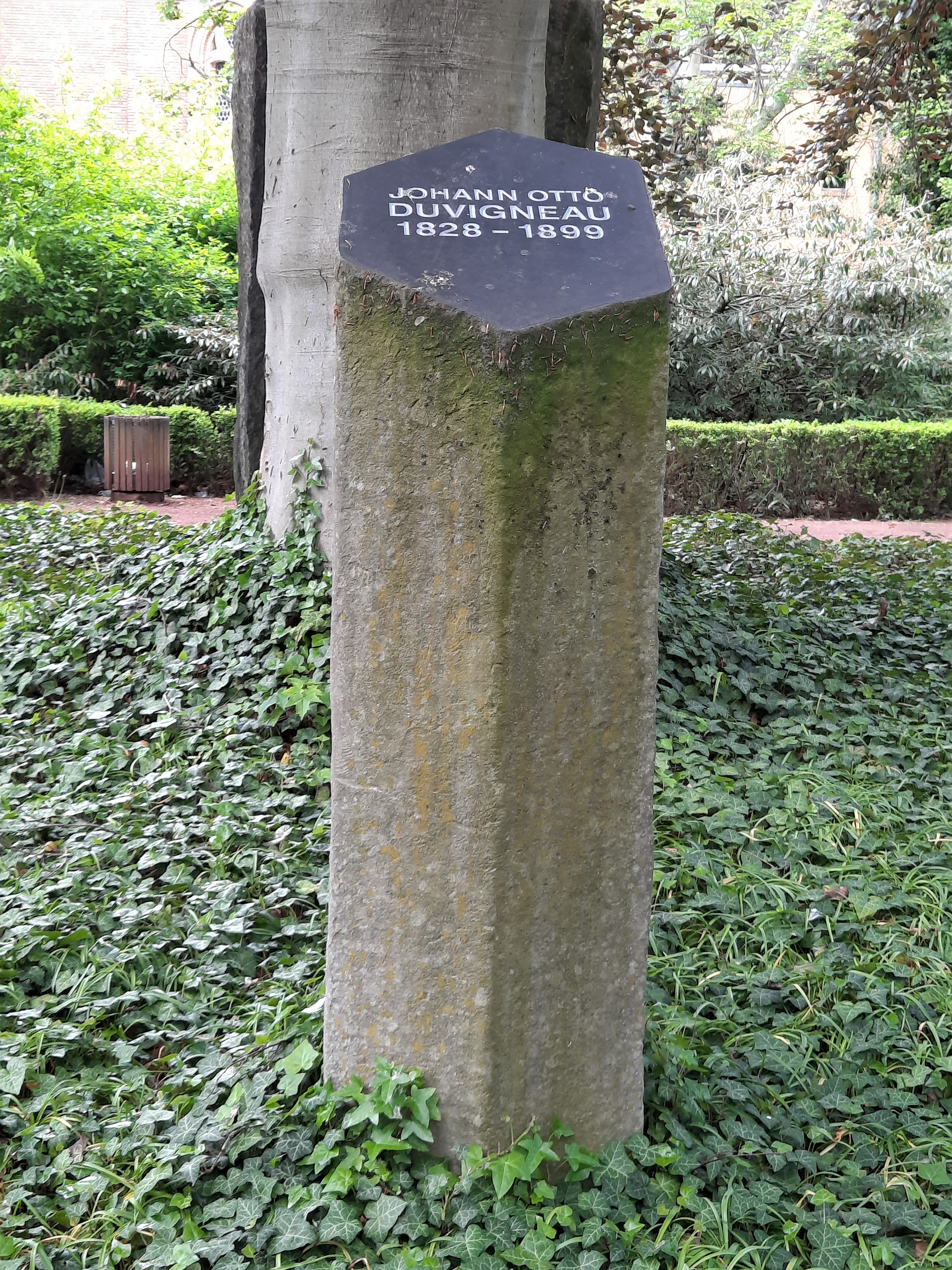
Grab Otto Duvigneau

Das Grab von Duvigneau befindet sich auf dem Südfriedhof Magdeburg in einem Rondell mit den Gräbern der Oberbürgermeister Gustav Hasselbach und Friedrich Bötticher sowie des Ehrenbürgers Conrad Listemann.
1898 wurde er aus Anlass seines 70. Geburtstages in Anerkennung seiner Verdienste für die Stadt Magdeburg zu deren Ehrenbürger ernannt. Ihm zu Ehren wurde eine Straße Duvigneaustraße benannt. Diese wurde jedoch in der DDR am 11. April 1965 in Jean-Burger-Straße umbenannt. Begründet wurde dies von den DDR-Behörden damit, dass Duvigneau ein „typischer Vertreter der Magdeburger Bourgeoisie des vorigen Jahrhunderts, der sich durch Bodenspekulation bei der Stadterweiterung maßlos bereichert“ habe, gewesen sei.